# Chaînon Cheam
Pour l’article homonyme, voir Cheam.
Le chaînon Cheam, en anglais Cheam Range, est un massif de montagnes du Canada, en Colombie-Britannique. Il fait partie du chaînon Skagit, un massif de la chaîne des Cascades. Avec 2 420 mètres d'altitude, le pic Welch est le point culminant de ce massif.

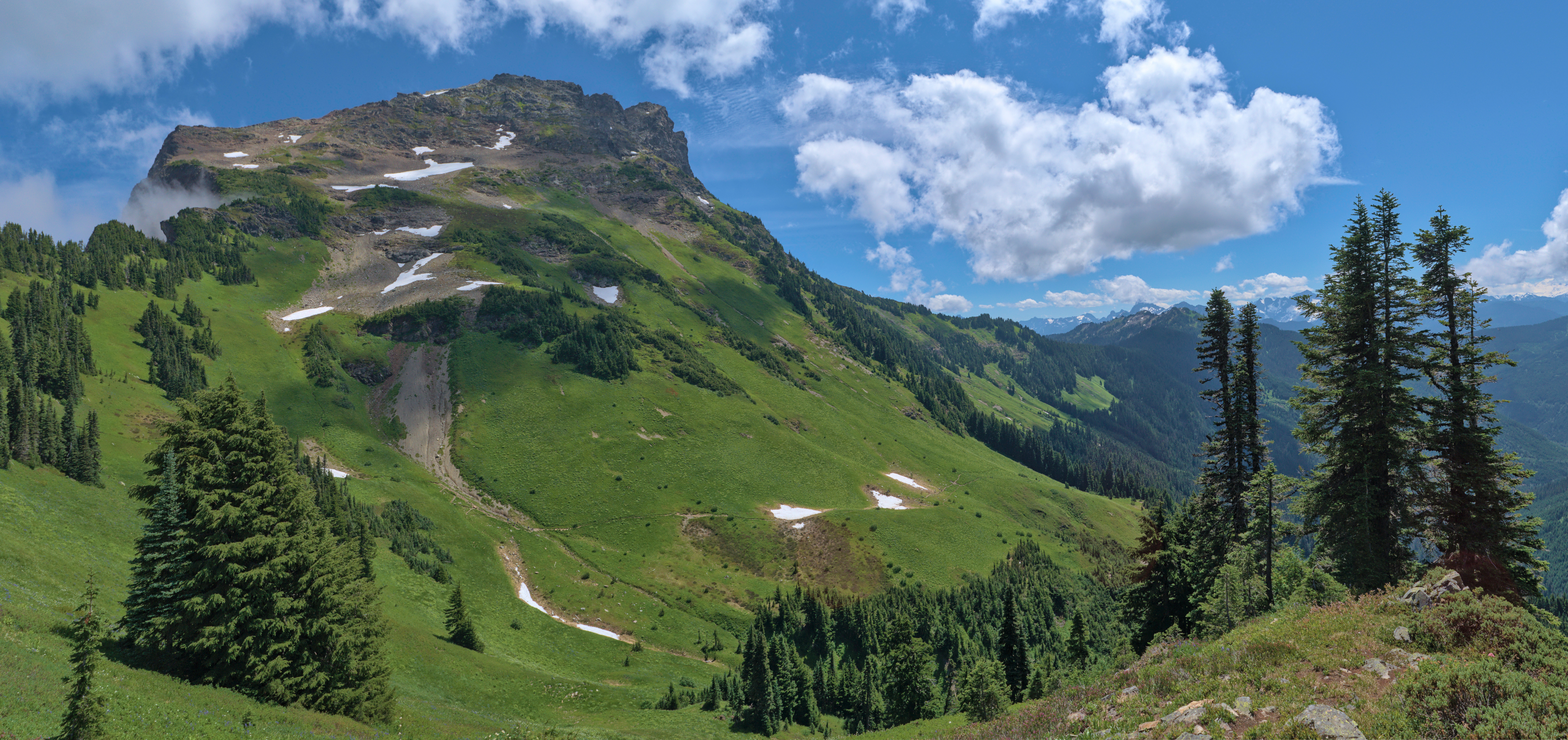
Vue du, dans le chaînon Cheam.